# Plagiostenopterina flavofemorata
Plagiostenopterina flavofemorata är en tvåvingeart som först beskrevs av Enrico Adelelmo Brunetti 1913.  Plagiostenopterina flavofemorata ingår i släktet Plagiostenopterina och familjen bredmunsflugor. Inga underarter finns listade i Catalogue of Life.